# Гильом VI де Монпелье

Монпелье на карте южной Франции

Гильом (Гильем) VI (окс. Guilhem VI de Montpellier) (ум. не ранее 1161) — сеньор Монпелье (1121—1147).
Родился ок. 1110 года. Сын Гильома V де Монпелье и его жены Эрмессенды, дочери графа Петра I де Мелгёйля. Брат Гильома д’Омеласа, сеньора д’Оранж.
Наследовал отцу в 1121 году, до совершеннолетия находился под опекой матери.
В 1128 и 1130 годах заключил договора с графом Мелгёйля Бернаром IV, в которых в обмен на денежные ссуды в 13000 и 5000 су получил право контроля над чеканкой мелгёйльских монет с целью не допустить их порчи, и 3 денье с каждого ливра в счёт погашения долга. Условия этих договоров были подтверждены в 1132, 1135 и 1145-46 годах.
Во время церковной схизмы 1130-1138 гг. поддерживал папу Иннокентия II в его борьбе с антипапой Анаклетом II.
В 1132 году умер Бернар IV, граф Мельгёя, оставив малолетнюю дочь Беатрису под совместную опеку тулузского графа Альфонса Иордана и Гильома VI де Монпелье (который приходился ей дядей). Было поставлено условие: если Беатриса умрет в течение ближайших шести лет, не выйдя замуж, графство Мельгёй отойдет к Альфонсу. Но Гильом де Монпелье втайне организовал помолвку и брак Беатрисы с Беренгером Раймундом, графом Прованса и сыном Рамона Беренгера III Барселонского, заклятого врага Альфонса.
В 1134 году OГильом  VI участвовал в испанской Реконкисте и взятии Сарагосы в составе войска Альфонса VII, короля Леона и Кастилии. В обмен на щедрое денежное вознаграждение признал себя его вассалом.
В 1140 г. купил у графа Мельгёйля Беранже Раймона Провансского сеньорию Полан (Paulhan).
В тот период власть в городе Монпелье делили сеньоры, наследственные викарии (viguiers) и епископ Магелона.
В августе 1141 года викарий Эмон возглавил восстание богатых горожан и изгнал Гильома из города. Восставших поддержал граф Тулузы Альфонс Журден. Однако с помощью генуэзцев, которые прислали 4 галеры, и графа Барселоны Раймона Беренгара IV (который приказал своему войску, отправлявшемуся на поддержку брата - графа Прованса  Беренгера Раймонда, сначала помочь Гийлему VI) он осадил Монпелье и в сентябре 1143 года после длительной осады заставил сильно страдавших от голода бунтовщиков сдаться.
После этого Гильом VI лишил викариев привилегий и судебных прав и приказал разрушить их замок. Также он изгнал из города капитул Магелонской епархии.

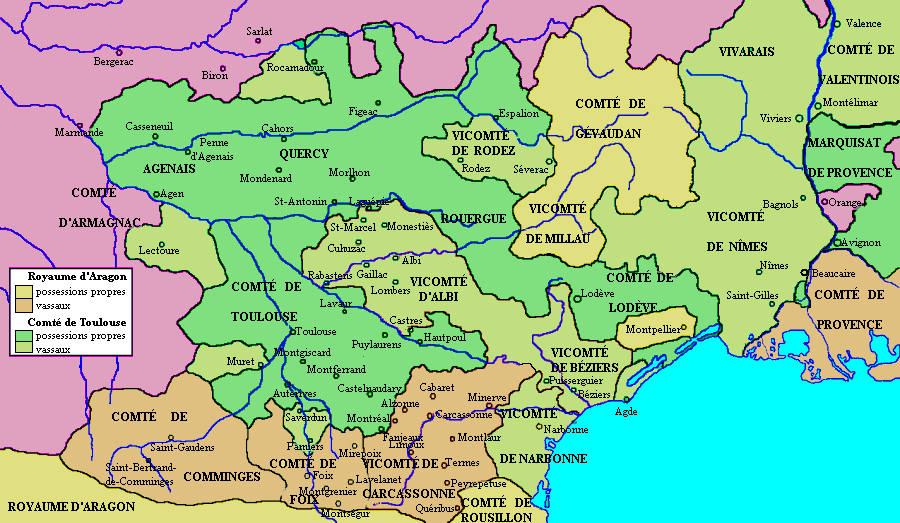
Монпелье на карте Лангедока.

В 1146 году, снова отправляясь в Испанию на войну с маврами, назначил мать правительницей Монпелье в своё отсутствие. Участвовал во взятии Альмерии и Тортосы, и получил в качестве лена одну треть этого последнего города.
Вскоре после возвращения из Испании постригся в монахи в аббатстве Грансельв (1147).
Гильом VI с августа 1129 года был женат на Сибилле дель Васто (ум. не позднее 1146), дочери Бонифация дель Васто — маркиза Монферрато. Известно 8 их детей:
- Гиллеметта (ум. после 29 сентября 1172), с 1146 г. жена Бернара Атона V, виконта Агда;
- Гильом VII (ум. 1172/73), сеньор Монпелье;
- Гильом де Тортоса, сеньор Кастельно и Тортосы, с 1157 рыцарь Тевтонского ордена;
- Раймон Гильом (ум. 1201), епископ Лодева с 1187;
- Бернар Гильом (ум. до 1172);
- Ги Геррежиа (ум. не ранее 1177), сеньор Полана и Пюже;
- Аделаис, с 1151 третья жена Эбля III, виконта де Вантадур;
- Эрмессенда, жена Раймона Этьена де Сервьана.